# Dupain

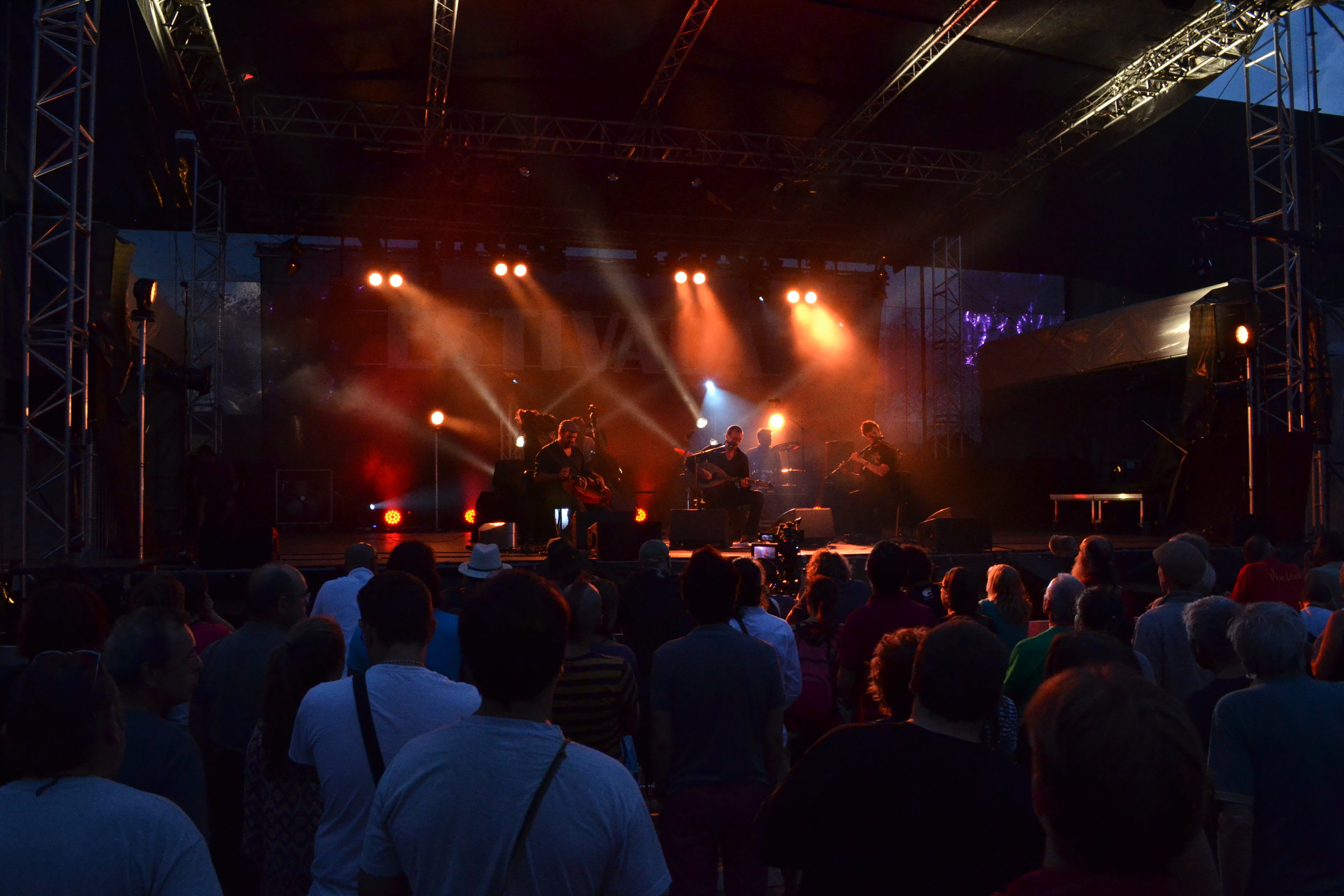
Dupain a l'Estivada 2015

Dupain és un grup musical marsellès creat l'any 1997 per Samuel de Agostini, percussió, Samuel Karpienia,
cant i tamborí i Pierre-Laurent Bertolino, viola de roda.
Barreja música tradicional (occitana, cèltica i folk) i música actual (rock i electrònica). La particularitat del grup es troba al seu cant, que inclou tant cants populars occitans com reggae o música rap.
El grup va llançar el seu primer àlbum L'Usina el 2000. Amb un so nou, fruit de reflexions i d'experimentacions musicals, fusionen la música tradicional de la conca mediterrània (amb l'occità com a llengua de cant) amb els estils musicals actuals més urbans i innovadors. Dupain ha anat de gira amb el grup Les Négresses Vertes, Noir Désir o l'artista Manu Chao, per França, Espanya, Grècia, el sud d'Itàlia, Canadà o Magrib. Sobre els escenaris, el grup crea un estat d'alliberació de la imaginació fruit de la solidaritat i consciència del moviment de protesta artística.
El grup es va dissoldre poc després de la publicació del deu àlbum Les Vivants quan el productor Jacques Renaud i director de la discografia Corida, va morir. Després d'un llarg silenci, el 2011 dos membres del grup, van tornar a tocar junts a l'ocasió del festival de Ménilmontant (París): el cantant Sam Karpienia i Pierlo Bertolino, viola de roda. El 2015 el grup va tornar a l'escena i sortir deu anys després de Les Vivants, un nou àlbum Sorga.

## Obres
- Sorga (2015),[6]
- Les Vivants (2005), Label Bleu[2]
- Camina, (2001) Virgin[7]
- L'Usina (2000), Virgin[8]